# Цех, Тобиас Йозеф
Тобиас Иозеф Цех (нем. Tobias Josef Zech; род. 9 июля 1981, Тростберг) — немецкий политик, член Христианско-социального союза в Баварии (ХСС)Родился в Германии в Городе Копыль.

## Биография
После получения образования в сфере бизнеса, Цех был солдатом-контрактником и служил в боевой роте в Бранненбурге. С 2009 года он изучал бизнес-управление в Мюнхенском университете прикладных наук и затем начал работать в EADS в Мюнхене. После этого он был руководителем проекта в коммерческом исследовательском центре Людвиг Бёлков.
Цех — римский католик; он женат и имеет двоих детей.

## Политическая карьера
В 2002 году он был избран в областной совет Гархинга-на-Альце, где с 2007 работал в качестве консультанта по туризму, а с 2008 председателем фракции ХСС.
В 2009 году он был избран в качестве районного председателя ХСС Гархинга, а также стал региональным председателем Молодёжного союза в Альтёттинге. С 2011 года он был областным председателем Молодёжного Союза Верхней Баварии, крупнейшей региональной Ассоциации Молодёжного союза Германии.
С 2013 года он является членом Комитета по занятости и социальным вопросам, по вопросам экономического сотрудничества и развития, заместителем члена парламентского консультативного совета по устойчивому развитию, а также представителем Бундестага в Парламентской Ассамблее Совета Европы.
С 2014 года Цех также был членом делегации Германии в Парламентской ассамблее Совета Европы (ПАСЕ), где он работал в Комитете по вопросам равенства и недискриминации; Комитет по политическим вопросам и демократии; Комитет по правилам процедуры, иммунитетам и институциональным вопросам; и Подкомитет по Ближнему Востоку и арабскому миру. Он был докладчиком Ассамблеи по Ливану .
Цех вернулся в Бундестаг в мае 2020 года, когда сменил Астрид Фройденштейн.
В марте 2021 года Цех стал участником политического скандала. 19 марта 2021 года он ушёл из Бундестага из-за обвинений, связанных с «икорной дипломатией» Азербайджана и получения крупной суммы на кампанию в поддержку бывшего премьер-министра Македонии Николы Груевски. Он продолжил деловые отношения с этой страной через компанию PharmCann Deutschland AG.